# Facund Bacardí i Massó
Facund Bacardí i Massó (Sitges, 13 d'octubre de 1813 – Santiago de Cuba, 9 de maig del 1886) va ser un empresari, comerciant i industrial, creador del rom Bacardí.

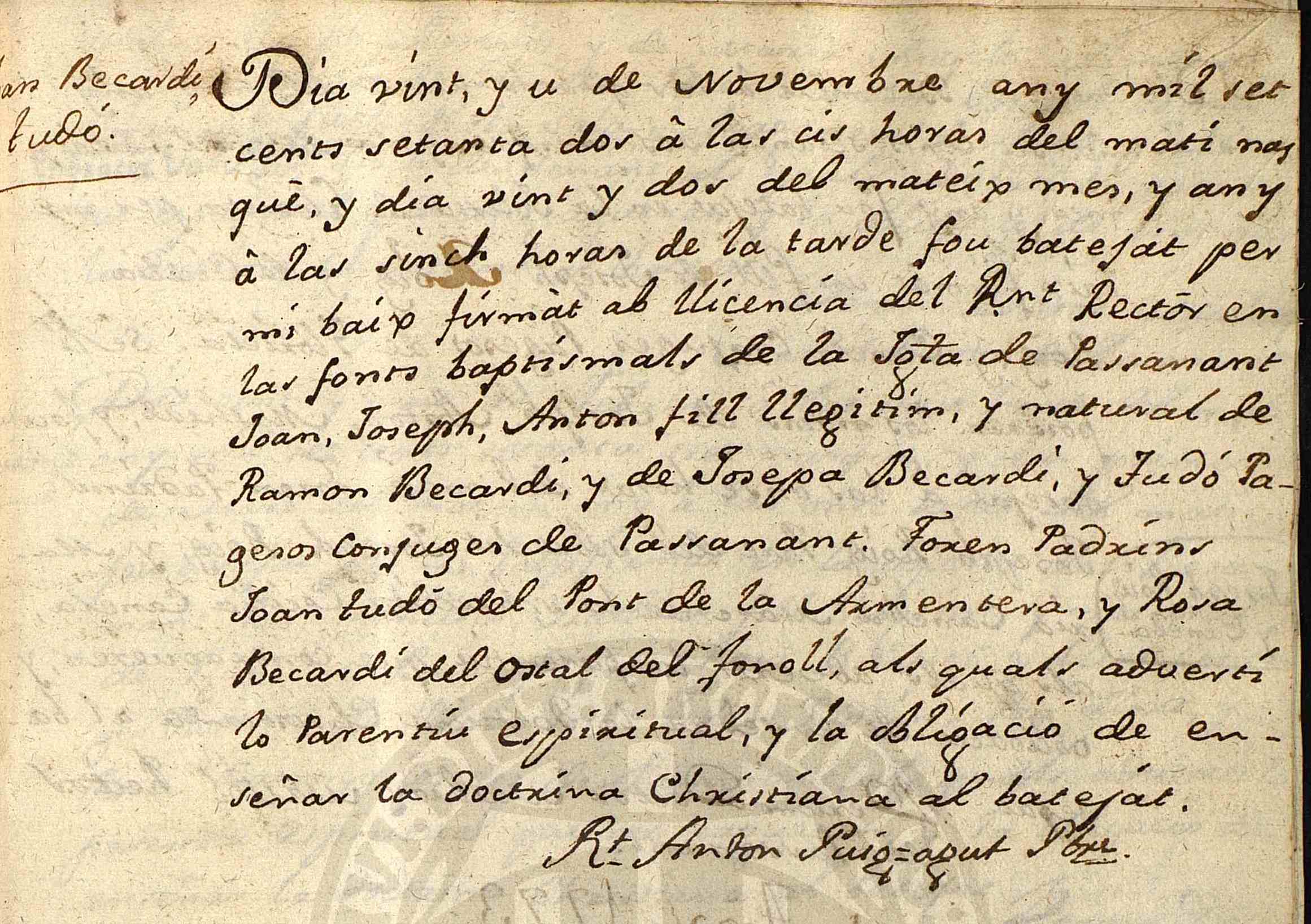
Baptisme Joan Bacardí Tudó

Era fill de Joan Bacardí, mestre de cases, nascut a la Secuita el 21 de novembre de 1772, els seus pares eren Ramon Bacardí i Josepa Tudó. S'establí a Sitges, on es casà amb Maria Massó.

## Emigrant a Cuba
El 1828 en Facund obtingué la llicència per establir-se a Amèrica, i se'n va anar a Santiago de Cuba. Primer treballà en una botiga del seu germà Joan, i posteriorment va comerciar ell mateix amb teixits i altres mercaderies.
Dedicat al comerç de vins i licors a partir de 1840. Amb el temps, va estalviar suficient capital i el 1844 va establir la seva pròpia botiga mercantil.
Tres mesos abans s'havia casat amb Amalia Moreau, una noia d'una família molt pròspera d'ascendència franco-haitiana. Ambdós es revelarien com a font de capital per a les empreses de Facund. Facund i Amalia van tenir diversos fills, molts dels quals tindrien funcions importants a l'hora de construir el negoci del rom pel qual la família es va fer famosa: Emili va néixer el 1844, Joan el 1846, Facund Jr. el 1848, Maria el 1851, Josep el 1857, i Amalia Jr. el 1861.
Un terratrèmol després d'una epidèmia de còlera va arrasar Santiago el 1852, emportant-se les vides de Joan i Maria, motiu pel qual Facund va decidir anar amb la seva família a Catalunya durant uns mesos per escapar-ne. Al seu retorn, Facund va trobar la seva botiga saquejada i que les condicions comercials a Santiago eren pobres arran del desastre i enmig d'una caiguda mundial del preu del sucre, el punt més important de la seva economia. El negoci de Facund no es va poder recuperar i va fer fallida el 1855.

## Fundació de la destil·leria

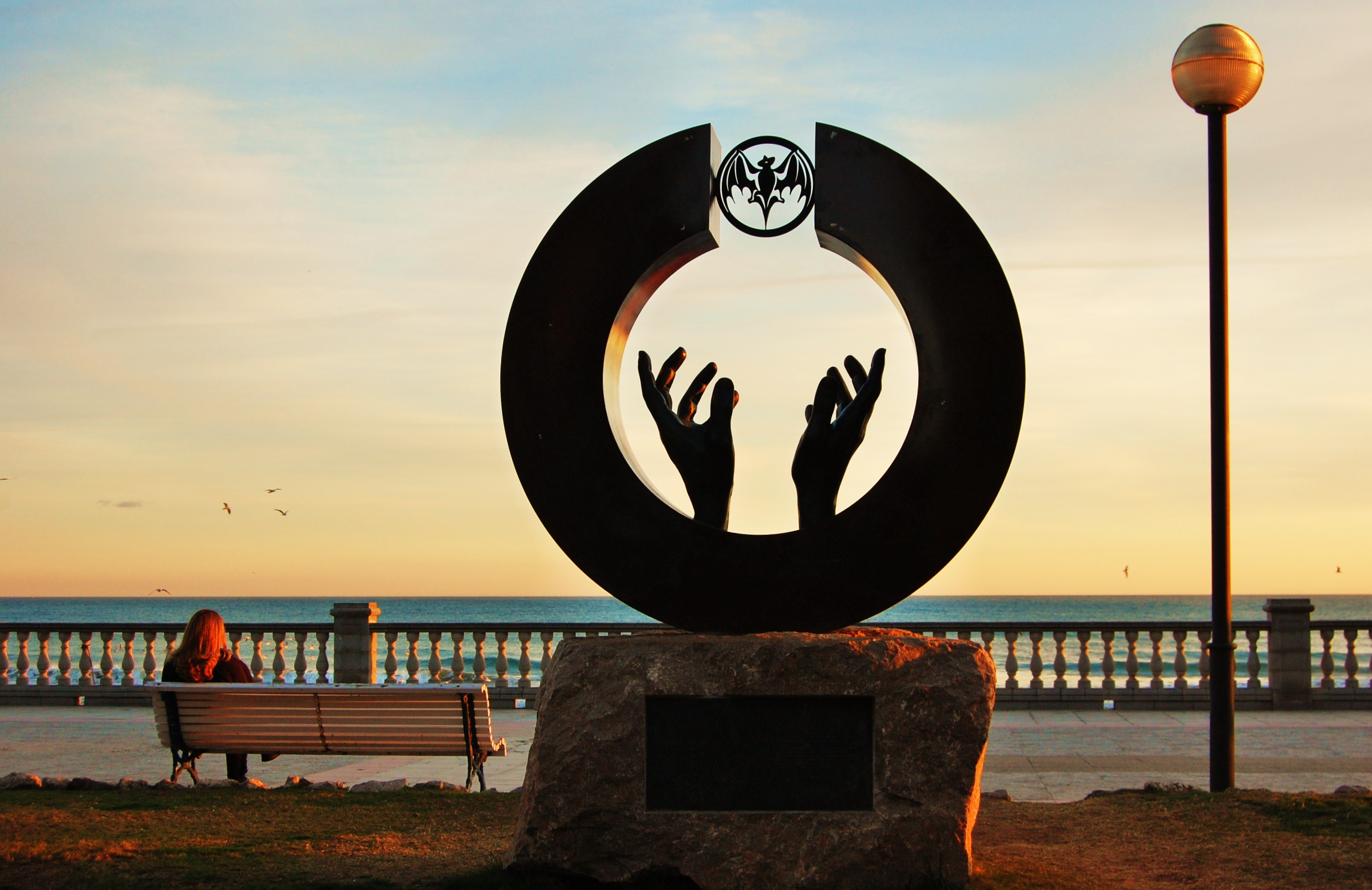
Escultura en homenatge a Bacardí, a Sitges

Poc després, investigà el destil·lat d'aiguardent de canya de sucre i n'obtingué un rom suau i lleuger. Anteriorment, el rom era una beguda crua i de baixa qualitat. Facund, amb l'ajuda d'un cubano-francès anomenat Josep León Boutellier, arrendatari de Clara Astie, va començar a experimentar amb mètodes de destil·lació. Es debaten exactament quines tècniques van desenvolupar, però fou alguna combinació del llevat de conyac de fermentació més ràpida, filtració de carboni, envelliment en bota de roure blanc i additius olorosos de destil·lació i fermentació basats en assaigs i errors van provocar una beguda dogmàtica molt refinada que aconseguiren vendre amb èxit a la botiga general del germà de Facund.
El 1862 els socis van adquirir una antiga destil·leria santiagueña i el 4 de febrer del 1862 utilitzant capital subministrat pel germà petit de Facund, Josep, van constituir la firma "Bacardí, Boutellier i Company", per a fabricar i comercialitzar la nova beguda. Després d'haver començat a vendre al detall, Bacardi va comprendre com vendre el producte i es va adonar que la seva beguda innovadora es beneficiaria d'una bona marca. Va començar a signar cada enviament de rom amb un "Bacardí M" (per Bacardi Massó); a més a més, va utilitzar el ratpenat ara icònic com a imatge de la marca.

El 1874, la firma es va reorganitzar. Facund va comprar la part del seu germà petit Josep, i els seus fills van aportar part del seu propi capital i van comprar la majoria de la participació de Boutellier, quan li va minvar la salut. La nova empresa va rebre el nom simplement "Bacardí and Company". La firma va anar guanyant un renom cada vegada més gran, ja que el seu rom es venia a tota Cuba i a la resta del món, després de guanyar premis en exposicions internacionals. El 1877, Facund es va retirar, i va passar la direcció de l'empresa als seus fills Emili (president), Facund Jr. (blender principal) i Josep (vendes).

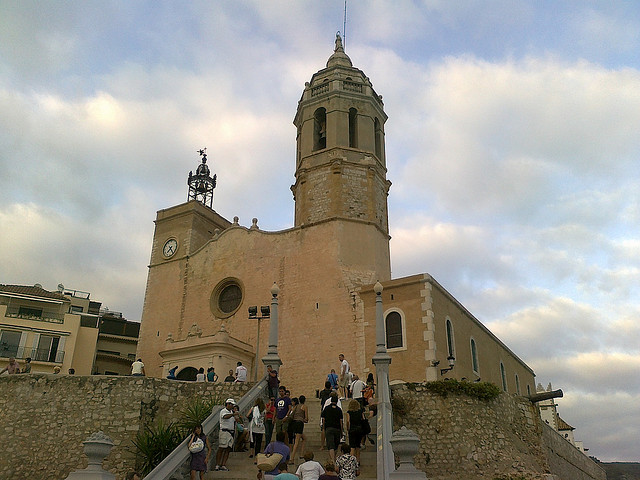
Església de Sant Bartomeu i Santa Tecla, on va ser batejat Facund Bacardí el 14 d'octubre de 1813.

El període següent de la història cubana va ser políticament tumultuós, ja que la societat cubana va quedar dividida entre els partidaris de la independència i de la Cuba espanyola. Facund era partidari de mantenir Cuba com a territori espanyol d'Ultramar, havent estat sergent d'un batalló de Voluntaris creat a Santiago de Cuba el 1855, i va frenar parcialment les tendències liberals dels seus fills. Tot i així, Emili es va implicar molt en la política independentista mentre dirigia el negoci i va ser vist com a sospitós per a les autoritats. Durant una de les múltiples escomeses dels serveis secrets espanyols, l'Emili i el seu germà Facund van ser arrestats. Facund va ser alliberat, però Emili finalment va romandre empresonat durant quatre anys, durant els quals l'empresa va ser administrada pels altres germans, ajudats per Facund, als qui Emili proporcionava assessorament estratègic des de la presó. Facund va viure fins a poder veure Emili alliberat i com la fama del negoci anava creixent, tot i que encara no tenia gran potencial financer.